# Marino Rahmberg
Marino Rahmberg (ur. 7 sierpnia 1974 w Örebro) – szwedzki piłkarz występujący na pozycji pomocnika.

## Kariera klubowa
Rahmberg karierę rozpoczynał w 1993 roku w zespole BK Forward. Pod koniec 1995 roku trafił do duńskiego pierwszoligowca, Lyngby BK. Rozegrał tam 6 spotkań i zdobył 1 bramkę. W 1996 roku wrócił do Szwecji, gdzie został graczem klubu Degerfors IF z Allsvenskan. W styczniu 1997 roku został stamtąd wypożyczony do angielskiego Derby County, grającego w Premier League. Jedyny występ w jego barwach zaliczył 22 lutego 1997 roku przeciwko Leicester City (2:4). W kwietniu 1997 roku wrócił do Degerfors.
W 1998 roku Rahmberg przeszedł do zespołu AIK Fotboll, z którym w tym samym roku zdobył mistrzostwo Szwecji. W 1999 roku odszedł do norweskiego drugoligowca, Raufoss IL. W 2002 roku wrócił do Szwecji, gdzie został graczem klubu IFK Göteborg. W 2003 roku zakończył karierę.

## Kariera reprezentacyjna
W reprezentacji Szwecji Rahmberg zadebiutował 9 lutego 1997 roku w wygranym 2:0 meczu Pucharu Króla Tajlandii z Rumunią. W drużynie narodowej rozegrał łącznie 4 spotkania, wszystkie w 1997 roku.